# サターン監督賞
サターン監督賞（サターンかんとくしょう）は、サターン賞の部門の一つ。第3回（1974年・1975年度）より新設された。

## 各年の結果

### 1970年代
| 年度                  | 監督                                   | 作品名                                    |
| --------------------- | -------------------------------------- | ----------------------------------------- |
| 1974年/1975年 (第3回) | メル・ブルックス                       | ヤング・フランケンシュタイン              |
| 1976年 (第4回)        | ダン・カーティス                       | 家                                        |
| 1977年 (第5回)        | ジョージ・ルーカス                     | スター・ウォーズ エピソード4/新たなる希望 |
| 1977年 (第5回)        | スティーヴン・スピルバーグ             | 未知との遭遇                              |
| 1977年 (第5回)        | ニコラス・ジェスネール                 | 白い家の少女                              |
| 1977年 (第5回)        | カール・ライナー                       | オー!ゴッド                               |
| 1977年 (第5回)        | ドン・テイラー                         | ドクター・モローの島                      |
| 1978年 (第6回)        | フィリップ・カウフマン                 | SF/ボディ・スナッチャー                   |
| 1978年 (第6回)        | ウォーレン・ベイティ、バック・ヘンリー | 天国から来たチャンピオン                  |
| 1978年 (第6回)        | リチャード・ドナー                     | スーパーマン                              |
| 1978年 (第6回)        | ロビン・ハーディ                       | ウィッカーマン                            |
| 1978年 (第6回)        | フランクリン・J・シャフナー            | ブラジルから来た少年                      |
| 1979年 (第7回)        | リドリー・スコット                     | エイリアン                                |
| 1979年 (第7回)        | ジョン・バダム                         | ドラキュラ                                |
| 1979年 (第7回)        | ニコラス・メイヤー                     | タイム・アフター・タイム                  |
| 1979年 (第7回)        | ピーター・ウィアー                     | ザ・ラスト・ウェーブ                      |
| 1979年 (第7回)        | ロバート・ワイズ                       | スター・トレック                          |

### 1980年代
| 年度                   | 監督                         | 作品名                                          |
| ---------------------- | ---------------------------- | ----------------------------------------------- |
| 1980年 (第8回)         | アーヴィン・カーシュナー     | スター・ウォーズ エピソード5/帝国の逆襲         |
| 1980年 (第8回)         | ブライアン・デ・パルマ       | 殺しのドレス                                    |
| 1980年 (第8回)         | スタンリー・キューブリック   | シャイニング                                    |
| 1980年 (第8回)         | ケン・ラッセル               | アルタード・ステーツ/未知への挑戦               |
| 1980年 (第8回)         | ヴァーノン・ジンマーマン     | フェイドTOブラック                              |
| 1981年 (第9回)         | スティーヴン・スピルバーグ   | レイダース/失われたアーク《聖櫃》               |
| 1981年 (第9回)         | ジョン・ブアマン             | エクスカリバー                                  |
| 1981年 (第9回)         | ジョン・カーペンター         | ニューヨーク1997                                |
| 1981年 (第9回)         | テリー・ギリアム             | バンデットQ                                     |
| 1981年 (第9回)         | マイケル・ウォドレー         | ウルフェン                                      |
| 1982年 (第10回)        | ニコラス・メイヤー           | スタートレックII カーンの逆襲                   |
| 1982年 (第10回)        | トビー・フーパー             | ポルターガイスト                                |
| 1982年 (第10回)        | ジョージ・ミラー             | マッドマックス2                                 |
| 1982年 (第10回)        | リドリー・スコット           | ブレードランナー                                |
| 1982年 (第10回)        | スティーヴン・スピルバーグ   | E.T.                                            |
| 1983年 (第11回)        | ジョン・バダム               | ウォー・ゲーム                                  |
| 1983年 (第11回)        | ウディ・アレン               | カメレオンマン                                  |
| 1983年 (第11回)        | デヴィッド・クローネンバーグ | デッドゾーン                                    |
| 1983年 (第11回)        | リチャード・マーカンド       | スター・ウォーズ エピソード6/ジェダイの帰還     |
| 1983年 (第11回)        | ダグラス・トランブル         | ブレインストーム                                |
| 1984年 (第12回)        | ジョー・ダンテ               | グレムリン                                      |
| 1984年 (第12回)        | ジェームズ・キャメロン       | ターミネーター                                  |
| 1984年 (第12回)        | ロン・ハワード               | スプラッシュ                                    |
| 1984年 (第12回)        | レナード・ニモイ             | スタートレックIII ミスター・スポックを探せ!     |
| 1984年 (第12回)        | スティーヴン・スピルバーグ   | インディ・ジョーンズ/魔宮の伝説                 |
| 1985年 (第13回)        | ロン・ハワード               | コクーン                                        |
| 1985年 (第13回)        | ウディ・アレン               | カイロの紫のバラ                                |
| 1985年 (第13回)        | トム・ホランド               | フライトナイト                                  |
| 1985年 (第13回)        | ジョージ・ミラー             | マッドマックス/サンダードーム                   |
| 1985年 (第13回)        | ダン・オバノン               | バタリアン                                      |
| 1985年 (第13回)        | ロバート・ゼメキス           | バック・トゥ・ザ・フューチャー                  |
| 1986年 (第14回)        | ジェームズ・キャメロン       | エイリアン2                                     |
| 1986年 (第14回)        | ジョン・バダム               | ショート・サーキット                            |
| 1986年 (第14回)        | デヴィッド・クローネンバーグ | ザ・フライ                                      |
| 1986年 (第14回)        | ランダル・クレイザー         | ナビゲイター                                    |
| 1986年 (第14回)        | レナード・ニモイ             | スタートレックIV 故郷への長い道                 |
| 1987年 (第15回)        | ポール・バーホーベン         | ロボコップ                                      |
| 1987年 (第15回)        | キャスリン・ビグロー         | ニア・ダーク/月夜の出来事                       |
| 1987年 (第15回)        | ジョー・ダンテ               | インナースペース                                |
| 1987年 (第15回)        | ウィリアム・ディア           | ハリーとヘンダスン一家                          |
| 1987年 (第15回)        | ジャック・ショルダー         | ヒドゥン                                        |
| 1987年 (第15回)        | スタン・ウィンストン         | パンプキンヘッド                                |
| 1988年 (第16回)        | ロバート・ゼメキス           | ロジャー・ラビット                              |
| 1988年 (第16回)        | ティム・バートン             | ビートルジュース                                |
| 1988年 (第16回)        | レニー・ハーリン             | エルム街の悪夢4 ザ・ドリームマスター 最後の反撃 |
| 1988年 (第16回)        | アンソニー・ヒコックス       | ワックス・ワーク                                |
| 1988年 (第16回)        | ペニー・マーシャル           | ビッグ                                          |
| 1988年 (第16回)        | チャールズ・マッソー         | Doin' Time on Planet Earth                      |
| 1989年/1990年 (第17回) | ジェームズ・キャメロン       | アビス                                          |
| 1989年/1990年 (第17回) | クライヴ・バーカー           | ミディアン                                      |
| 1989年/1990年 (第17回) | ジョー・ダンテ               | グレムリン2 新・種・誕・生                      |
| 1989年/1990年 (第17回) | アレハンドロ・ホドロフスキー | サンタ・サングレ/聖なる血                       |
| 1989年/1990年 (第17回) | フランク・マーシャル         | アラクノフォビア                                |
| 1989年/1990年 (第17回) | サム・ライミ                 | ダークマン                                      |
| 1989年/1990年 (第17回) | ポール・バーホーベン         | トータル・リコール                              |
| 1989年/1990年 (第17回) | ロバート・ゼメキス           | バック・トゥ・ザ・フューチャー PART3            |
| 1989年/1990年 (第17回) | ジェリー・ザッカー           | ゴースト/ニューヨークの幻                       |

### 1990年代
| 年度            | 監督                           | 作品名                                          |
| --------------- | ------------------------------ | ----------------------------------------------- |
| 1991年 (第18回) | ジェームズ・キャメロン         | ターミネーター2                                 |
| 1991年 (第18回) | ロジャー・コーマン             | フランケンシュタイン/禁断の時空                 |
| 1991年 (第18回) | ウィリアム・ディア             | ティーン・エージェント                          |
| 1991年 (第18回) | ジョナサン・デミ               | 羊たちの沈黙                                    |
| 1991年 (第18回) | テリー・ギリアム               | フィッシャー・キング                            |
| 1991年 (第18回) | エリック・レッド               | ボディ・パーツ                                  |
| 1992年 (第19回) | フランシス・フォード・コッポラ | ドラキュラ                                      |
| 1992年 (第19回) | ティム・バートン               | バットマン リターンズ                           |
| 1992年 (第19回) | デヴィッド・フィンチャー       | エイリアン3                                     |
| 1992年 (第19回) | ウィリアム・フリードキン       | ランページ/裁かれた狂気                         |
| 1992年 (第19回) | ランダル・クレイザー           | ジャイアント・ベビー                            |
| 1992年 (第19回) | ポール・バーホーベン           | 氷の微笑                                        |
| 1992年 (第19回) | ロバート・ゼメキス             | 永遠に美しく…                                   |
| 1993年 (第20回) | スティーヴン・スピルバーグ     | ジュラシック・パーク                            |
| 1993年 (第20回) | ジョン・マクティアナン         | ラスト・アクション・ヒーロー                    |
| 1993年 (第20回) | ハロルド・レイミス             | 恋はデジャ・ブ                                  |
| 1993年 (第20回) | ジョージ・A・ロメロ            | ダーク・ハーフ                                  |
| 1993年 (第20回) | ヘンリー・セリック             | ナイトメアー・ビフォア・クリスマス              |
| 1993年 (第20回) | ロン・アンダーウッド           | 愛が微笑む時                                    |
| 1993年 (第20回) | ジョン・ウー                   | ハード・ターゲット                              |
| 1994年 (第21回) | ジェームズ・キャメロン         | トゥルーライズ                                  |
| 1994年 (第21回) | ウィリアム・ディア             | エンジェルス                                    |
| 1994年 (第21回) | ヤン・デ・ボン                 | スピード                                        |
| 1994年 (第21回) | ニール・ジョーダン             | インタビュー・ウィズ・ヴァンパイア              |
| 1994年 (第21回) | アレックス・プロヤス           | クロウ/飛翔伝説                                 |
| 1994年 (第21回) | ロバート・ゼメキス             | フォレスト・ガンプ/一期一会                     |
| 1995年 (第22回) | キャスリン・ビグロー           | ストレンジ・デイズ/1999年12月31日               |
| 1995年 (第22回) | デヴィッド・フィンチャー       | セブン                                          |
| 1995年 (第22回) | テリー・ギリアム               | 12モンキーズ                                    |
| 1995年 (第22回) | ジョー・ジョンストン           | ジュマンジ                                      |
| 1995年 (第22回) | フランク・マーシャル           | コンゴ                                          |
| 1995年 (第22回) | ロバート・ロドリゲス           | フロム・ダスク・ティル・ドーン                  |
| 1995年 (第22回) | ブライアン・シンガー           | ユージュアル・サスペクツ                        |
| 1996年 (第23回) | ローランド・エメリッヒ         | インデペンデンス・デイ                          |
| 1996年 (第23回) | ティム・バートン               | マーズ・アタック!                               |
| 1996年 (第23回) | ジョエル・コーエン             | ファーゴ                                        |
| 1996年 (第23回) | ウェス・クレイヴン             | スクリーム                                      |
| 1996年 (第23回) | ジョナサン・フレイクス         | スタートレック ファーストコンタクト             |
| 1996年 (第23回) | ピーター・ジャクソン           | さまよう魂たち                                  |
| 1997 (第24回)   | ジョン・ウー                   | フェイス/オフ                                   |
| 1997 (第24回)   | ジャン＝ピエール・ジュネ       | エイリアン4                                     |
| 1997 (第24回)   | バリー・ソネンフェルド         | メン・イン・ブラック                            |
| 1997 (第24回)   | スティーヴン・スピルバーグ     | ロスト・ワールド/ジュラシック・パーク           |
| 1997 (第24回)   | ポール・バーホーベン           | スターシップ・トゥルーパーズ                    |
| 1997 (第24回)   | ロバート・ゼメキス             | コンタクト                                      |
| 1998年 (第25回) | マイケル・ベイ                 | アルマゲドン                                    |
| 1998年 (第25回) | ロブ・ボウマン                 | X-ファイル ザ・ムービー                         |
| 1998年 (第25回) | ローランド・エメリッヒ         | GODZILLA                                        |
| 1998年 (第25回) | アレックス・プロヤス           | ダークシティ                                    |
| 1998年 (第25回) | ブライアン・シンガー           | ゴールデンボーイ                                |
| 1998年 (第25回) | ピーター・ウィアー             | トゥルーマン・ショー                            |
| 1999年 (第26回) | ウォシャウスキー兄弟           | マトリックス                                    |
| 1999年 (第26回) | ティム・バートン               | スリーピー・ホロウ                              |
| 1999年 (第26回) | フランク・ダラボン             | グリーンマイル                                  |
| 1999年 (第26回) | ジョージ・ルーカス             | スター・ウォーズ エピソード1/ファントム・メナス |
| 1999年 (第26回) | ディーン・パリソット           | ギャラクシー・クエスト                          |
| 1999年 (第26回) | スティーヴン・ソマーズ         | ハムナプトラ/失われた砂漠の都                   |

### 2000年代
| 年度            | 監督                         | 作品名                                        |
| --------------- | ---------------------------- | --------------------------------------------- |
| 2000年 (第27回) | ブライアン・シンガー         | X-メン                                        |
| 2000年 (第27回) | クリント・イーストウッド     | スペース カウボーイ                           |
| 2000年 (第27回) | ロン・ハワード               | グリンチ                                      |
| 2000年 (第27回) | アン・リー                   | グリーン・デスティニー                        |
| 2000年 (第27回) | リドリー・スコット           | グラディエーター                              |
| 2000年 (第27回) | ロバート・ゼメキス           | ホワット・ライズ・ビニース                    |
| 2001年 (第28回) | ピーター・ジャクソン         | ロード・オブ・ザ・リング                      |
| 2001年 (第28回) | アレハンドロ・アメナーバル   | アザーズ                                      |
| 2001年 (第28回) | クリス・コロンバス           | ハリー・ポッターと賢者の石                    |
| 2001年 (第28回) | クリストフ・ガンズ           | ジェヴォーダンの獣                            |
| 2001年 (第28回) | デイヴィッド・リンチ         | マルホランド・ドライブ                        |
| 2001年 (第28回) | スティーヴン・スピルバーグ   | A.I.                                          |
| 2002年 (第29回) | スティーヴン・スピルバーグ   | マイノリティ・リポート                        |
| 2002年 (第29回) | クリス・コロンバス           | ハリー・ポッターと秘密の部屋                  |
| 2002年 (第29回) | ピーター・ジャクソン         | ロード・オブ・ザ・リング/二つの塔             |
| 2002年 (第29回) | ジョージ・ルーカス           | スター・ウォーズ エピソード2/クローンの攻撃   |
| 2002年 (第29回) | ビル・パクストン             | フレイルティー 妄執                           |
| 2002年 (第29回) | サム・ライミ                 | スパイダーマン                                |
| 2003年 (第30回) | ピーター・ジャクソン         | ロード・オブ・ザ・リング/王の帰還             |
| 2003年 (第30回) | ダニー・ボイル               | 28日後...                                     |
| 2003年 (第30回) | ブライアン・シンガー         | X-MEN2                                        |
| 2003年 (第30回) | クエンティン・タランティーノ | キル・ビル Vol.1                              |
| 2003年 (第30回) | ゴア・ヴァービンスキー       | パイレーツ・オブ・カリビアン/呪われた海賊たち |
| 2003年 (第30回) | エドワード・ズウィック       | ラスト サムライ                               |
| 2004年 (第31回) | サム・ライミ                 | スパイダーマン2                               |
| 2004年 (第31回) | アルフォンソ・キュアロン     | ハリー・ポッターとアズカバンの囚人            |
| 2004年 (第31回) | ミシェル・ゴンドリー         | エターナル・サンシャイン                      |
| 2004年 (第31回) | マイケル・マン               | コラテラル                                    |
| 2004年 (第31回) | クエンティン・タランティーノ | キル・ビル Vol.2                              |
| 2004年 (第31回) | チャン・イーモウ             | LOVERS                                        |
| 2005年 (第32回) | ピーター・ジャクソン         | キング・コング                                |
| 2005年 (第32回) | アンドリュー・アダムソン     | ナルニア国物語/第1章: ライオンと魔女          |
| 2005年 (第32回) | ジョージ・ルーカス           | スター・ウォーズ エピソード3/シスの復讐       |
| 2005年 (第32回) | マイク・ニューウェル         | ハリー・ポッターと炎のゴブレット              |
| 2005年 (第32回) | クリストファー・ノーラン     | バットマン ビギンズ                           |
| 2005年 (第32回) | スティーヴン・スピルバーグ   | 宇宙戦争                                      |
| 2006年 (第33回) | ブライアン・シンガー         | スーパーマン リターンズ                       |
| 2006年 (第33回) | J・J・エイブラムス           | ミッション:インポッシブル3                    |
| 2006年 (第33回) | アルフォンソ・キュアロン     | トゥモロー・ワールド                          |
| 2006年 (第33回) | ギレルモ・デル・トロ         | パンズ・ラビリンス                            |
| 2006年 (第33回) | メル・ギブソン               | アポカリプト                                  |
| 2006年 (第33回) | トム・ティクヴァ             | パフューム ある人殺しの物語                   |
| 2007年 (第34回) | ザック・スナイダー           | 300 〈スリーハンドレッド〉                    |
| 2007年 (第34回) | ティム・バートン             | スウィーニー・トッド フリート街の悪魔の理髪師 |
| 2007年 (第34回) | フランク・ダラボン           | ミスト                                        |
| 2007年 (第34回) | ポール・グリーングラス       | ボーン・アルティメイタム                      |
| 2007年 (第34回) | サム・ライミ                 | スパイダーマン3                               |
| 2007年 (第34回) | デヴィッド・イェーツ         | ハリー・ポッターと不死鳥の騎士団              |
| 2008年 (第35回) | ジョン・ファヴロー           | アイアンマン                                  |
| 2008年 (第35回) | クリント・イーストウッド     | チェンジリング                                |
| 2008年 (第35回) | デヴィッド・フィンチャー     | ベンジャミン・バトン 数奇な人生               |
| 2008年 (第35回) | クリストファー・ノーラン     | ダークナイト                                  |
| 2008年 (第35回) | ブライアン・シンガー         | ワルキューレ                                  |
| 2008年 (第35回) | スティーヴン・スピルバーグ   | インディ・ジョーンズ/クリスタル・スカルの王国 |
| 2008年 (第35回) | アンドリュー・スタントン     | ウォーリー                                    |
| 2009年 (第36回) | ジェームズ・キャメロン       | アバター                                      |
| 2009年 (第36回) | J・J・エイブラムス           | スター・トレック                              |
| 2009年 (第36回) | キャスリン・ビグロー         | ハート・ロッカー                              |
| 2009年 (第36回) | ニール・ブロムカンプ         | 第9地区                                       |
| 2009年 (第36回) | ガイ・リッチー               | シャーロック・ホームズ                        |
| 2009年 (第36回) | ザック・スナイダー           | ウォッチメン                                  |
| 2009年 (第36回) | クエンティン・タランティーノ | イングロリアス・バスターズ                    |

### 2010年代
| 年度                   | 監督                                   | 作品名                                            |
| ---------------------- | -------------------------------------- | ------------------------------------------------- |
| 2010年 (第37回)        | クリストファー・ノーラン               | インセプション                                    |
| 2010年 (第37回)        | ダーレン・アロノフスキー               | ブラック・スワン                                  |
| 2010年 (第37回)        | クリント・イーストウッド               | ヒア アフター                                     |
| 2010年 (第37回)        | マット・リーヴス                       | モールス                                          |
| 2010年 (第37回)        | マーティン・スコセッシ                 | シャッター アイランド                             |
| 2010年 (第37回)        | デヴィッド・イェーツ                   | ハリー・ポッターと死の秘宝 PART1                  |
| 2011年 (第38回)        | J・J・エイブラムス                     | SUPER8/スーパーエイト                             |
| 2011年 (第38回)        | ブラッド・バード                       | ミッション:インポッシブル/ゴースト・プロトコル    |
| 2011年 (第38回)        | マーティン・スコセッシ                 | ヒューゴの不思議な発明                            |
| 2011年 (第38回)        | スティーヴン・スピルバーグ             | タンタンの冒険/ユニコーン号の秘密                 |
| 2011年 (第38回)        | ルパート・ワイアット                   | 猿の惑星: 創世記                                  |
| 2011年 (第38回)        | デヴィッド・イェーツ                   | ハリー・ポッターと死の秘宝 PART2                  |
| 2012年 (第39回)        | ジョス・ウェドン                       | アベンジャーズ                                    |
| 2012年 (第39回)        | ウィリアム・フリードキン               | キラー・スナイパー                                |
| 2012年 (第39回)        | ピーター・ジャクソン                   | ホビット 思いがけない冒険                         |
| 2012年 (第39回)        | ライアン・ジョンソン                   | LOOPER/ルーパー                                   |
| 2012年 (第39回)        | アン・リー                             | ライフ・オブ・パイ/トラと漂流した227日            |
| 2012年 (第39回)        | クリストファー・ノーラン               | ダークナイト ライジング                           |
| 2013年 (第40回)        | アルフォンソ・キュアロン               | ゼロ・グラビティ                                  |
| 2013年 (第40回)        | J・J・エイブラムス                     | スター・トレック イントゥ・ダークネス             |
| 2013年 (第40回)        | ピーター・バーグ                       | ローン・サバイバー                                |
| 2013年 (第40回)        | ギレルモ・デル・トロ                   | パシフィック・リム                                |
| 2013年 (第40回)        | ピーター・ジャクソン                   | ホビット 竜に奪われた王国                         |
| 2013年 (第40回)        | フランシス・ローレンス                 | ハンガー・ゲーム2                                 |
| 2014年 (第41回)        | ジェームズ・ガン                       | ガーディアンズ・オブ・ギャラクシー                |
| 2014年 (第41回)        | アレハンドロ・ゴンサレス・イニャリトゥ | バードマン あるいは（無知がもたらす予期せぬ奇跡） |
| 2014年 (第41回)        | ダグ・リーマン                         | オール・ユー・ニード・イズ・キル                  |
| 2014年 (第41回)        | クリストファー・ノーラン               | インターステラー                                  |
| 2014年 (第41回)        | マット・リーヴス                       | 猿の惑星: 新世紀                                  |
| 2014年 (第41回)        | ルッソ兄弟                             | キャプテン・アメリカ/ウィンター・ソルジャー       |
| 2014年 (第41回)        | ブライアン・シンガー                   | X-MEN:フューチャー&パスト                         |
| 2015年 (第42回)        | リドリー・スコット                     | オデッセイ                                        |
| 2015年 (第42回)        | J・J・エイブラムス                     | スター・ウォーズ/フォースの覚醒                   |
| 2015年 (第42回)        | ギレルモ・デル・トロ                   | クリムゾン・ピーク                                |
| 2015年 (第42回)        | アレックス・ガーランド                 | エクス・マキナ                                    |
| 2015年 (第42回)        | ジョージ・ミラー                       | マッドマックス 怒りのデス・ロード                 |
| 2015年 (第42回)        | ペイトン・リード                       | アントマン                                        |
| 2015年 (第42回)        | コリン・トレヴォロウ                   | ジュラシック・ワールド                            |
| 2016年 (第43回)        | ギャレス・エドワーズ                   | ローグ・ワン/スター・ウォーズ・ストーリー         |
| 2016年 (第43回)        | スコット・デリクソン                   | ドクター・ストレンジ                              |
| 2016年 (第43回)        | ジョン・ファヴロー                     | ジャングル・ブック                                |
| 2016年 (第43回)        | ルッソ兄弟                             | シビル・ウォー/キャプテン・アメリカ               |
| 2016年 (第43回)        | ブライアン・シンガー                   | X-MEN:アポカリプス                                |
| 2016年 (第43回)        | スティーヴン・スピルバーグ             | BFG: ビッグ・フレンドリー・ジャイアント           |
| 2016年 (第43回)        | ドゥニ・ヴィルヌーヴ                   | メッセージ                                        |
| 2017年 (第44回)        | ライアン・クーグラー                   | ブラックパンサー                                  |
| 2017年 (第44回)        | ギレルモ・デル・トロ                   | シェイプ・オブ・ウォーター                        |
| 2017年 (第44回)        | パティ・ジェンキンス                   | ワンダーウーマン                                  |
| 2017年 (第44回)        | ライアン・ジョンソン                   | スター・ウォーズ/最後のジェダイ                   |
| 2017年 (第44回)        | ジョーダン・ピール                     | ゲット・アウト                                    |
| 2017年 (第44回)        | マット・リーヴス                       | 猿の惑星: 聖戦記                                  |
| 2017年 (第44回)        | ドゥニ・ヴィルヌーヴ                   | ブレードランナー 2049                             |
| 2018年 (第45回)        | ジョーダン・ピール                     | アス                                              |
| 2018年 (第45回)        | アンナ・ボーデン&ライアン・フレック    | キャプテン・マーベル                              |
| 2018年 (第45回)        | カリン・クサマ                         | ストレイ・ドッグ                                  |
| 2018年 (第45回)        | ガイ・リッチー                         | アラジン                                          |
| 2018年 (第45回)        | ルッソ兄弟                             | アベンジャーズ/エンドゲーム                       |
| 2018年 (第45回)        | スティーヴン・スピルバーグ             | レディ・プレイヤー1                               |
| 2018年 (第45回)        | ジェームズ・ワン                       | アクアマン                                        |
| 2018年 (第45回)        | チャン・イーモウ                       | SHADOW/影武者                                     |
| 2019年/2020年 (第46回) | J・J・エイブラムス                     | スター・ウォーズ/スカイウォーカーの夜明け         |
| 2019年/2020年 (第46回) | ニキ・カーロ                           | ムーラン                                          |
| 2019年/2020年 (第46回) | マイク・フラナガン                     | ドクター・スリープ                                |
| 2019年/2020年 (第46回) | クリストファー・ノーラン               | TENET テネット                                    |
| 2019年/2020年 (第46回) | ジーナ・プリンス＝バイスウッド         | オールド・ガード                                  |
| 2019年/2020年 (第46回) | クエンティン・タランティーノ           | ワンス・アポン・ア・タイム・イン・ハリウッド      |
| 2019年/2020年 (第46回) | リー・ワネル                           | 透明人間                                          |

### 2020年代
| 年度                       | 監督                                        | 作品名                                      |
| -------------------------- | ------------------------------------------- | ------------------------------------------- |
| 2021年/2022年 (50周年記念) | マット・リーヴス                            | THE BATMAN-ザ・バットマン-                  |
| 2021年/2022年 (50周年記念) | ギレルモ・デル・トロ                        | ナイトメア・アリー                          |
| 2021年/2022年 (50周年記念) | ジョセフ・コシンスキー                      | トップガン マーヴェリック                   |
| 2021年/2022年 (50周年記念) | ジョーダン・ピール                          | NOPE/ノープ                                 |
| 2021年/2022年 (50周年記念) | S・S・ラージャマウリ                        | RRR                                         |
| 2021年/2022年 (50周年記念) | スティーヴン・スピルバーグ                  | ウエスト・サイド・ストーリー                |
| 2021年/2022年 (50周年記念) | ジョン・ワッツ                              | スパイダーマン:ノー・ウェイ・ホーム         |
| 2022年/2023年 (第51回)     | ジェームズ・キャメロン                      | アバター:ウェイ・オブ・ウォーター           |
| 2022年/2023年 (第51回)     | グレタ・ガーウィグ                          | バービー                                    |
| 2022年/2023年 (第51回)     | ジェームズ・ガン                            | ガーディアンズ・オブ・ギャラクシー:VOLUME 3 |
| 2022年/2023年 (第51回)     | ジェームズ・マンゴールド                    | インディ・ジョーンズと運命のダイヤル        |
| 2022年/2023年 (第51回)     | マーク・マイロッド                          | ザ・メニュー                                |
| 2022年/2023年 (第51回)     | クリストファー・ノーラン                    | オッペンハイマー                            |
| 2022年/2023年 (第51回)     | ダニー・フィリッポウ&マイケル・フィリッポウ | トーク・トゥ・ミー                          |
| 2023年/2024年 (第52回)     | ドゥニ・ヴィルヌーヴ                        | デューン 砂の惑星PART2                      |
| 2023年/2024年 (第52回)     | フェデ・アルバレス                          | エイリアン:ロムルス                         |
| 2023年/2024年 (第52回)     | ウェス・ボール                              | 猿の惑星/キングダム                         |
| 2023年/2024年 (第52回)     | ティム・バートン                            | ビートルジュース ビートルジュース           |
| 2023年/2024年 (第52回)     | ショーン・レヴィ                            | デッドプール&ウルヴァリン                   |
| 2023年/2024年 (第52回)     | J・T・モルナー                              | Strange Darling                             |
| 2023年/2024年 (第52回)     | 山崎貴                                      | ゴジラ-1.0                                  |